# عبد الله البناء
عبد الله البناء (10 أبريل 1986) لاعب كرة قدم بحريني يلعب حاليا لصالح نادي الدرجة الأولى الرفاع الشرقي البحريني في مركز الوسط المحوري من 2007 كما يجيد اللعب في مركز الوسط المهاجم.

## الإنجازات

### المحرق
- الدرجة الأولى (2): 2006، 2007
- كأس ملك البحرين (1): 2005
- كأس ولي العهد (2): 2006، 2007
- كأس الاتحاد البحريني (1): 2005

### الرفاع الشرقي
- كأس ملك البحرين (1): 2014